# DDR-Meisterschaft im Straßenrennen 1969
Die DDR-Meisterschaft im Straßenrennen 1969 fand am 10. August in Schleusingen (Landkreis Hildburghausen) in Thüringen statt und wurde als Eintagesrennen ausgetragen. Es war das 23. Meisterschaftsrennen in der DDR.

## Strecke
Das Rennen führte über einen Rundkurs von 13,8 Kilometern, der aus 13 Runden bestand. 
Diese Strecke war 179,4 Kilometer lang und durch viele Steigungen und Abfahrten anspruchsvoll. Die Anstiege bei Gerhardtsgereuth und Wiedersbach zählten zu den schwierigsten Stellen des Kurses.

## Rennverlauf
72 Radrennfahrer der DDR-Leistungsklasse sowie die besten Fahrer aus den Betriebssportgemeinschaften (BSG) waren bei großer Hitze am Start, darunter alle Fahrer der DDR-Nationalmannschaft. Die Betriebssportgemeinschaft (BSG) Lok Schleusingen hatte die Organisation des Titelrennens übernommen. In der 5. Runde fiel eine Vorentscheidung nach einem Angriff von Jürgen Exner. Nach und nach konnten weitere acht Fahrer aufschließen. An der Verpflegungsstelle in der 8. Runde griff Klaus Ampler an, nur Mickein und Peschel konnten folgen. Kurz vor dem Ziel fuhren Ampler und Mickein abwechselnd Attacken. Mickein konnte sich 30 Meter von seinen Begleitern absetzen und gewann das Meistertrikot. Lediglich 20 Fahrer kamen ins Ziel.

## Ergebnis
|     | Fahrer           | Verein               | Zeit (h)       |
| --- | ---------------- | -------------------- | -------------- |
| 01. | Dieter Mickein   | SC DHfK Leipzig      | 5:19:42        |
| 02. | Axel Peschel     | SC Dynamo Berlin     | gl. Zeit       |
| 03. | Klaus Ampler     | SC DHfK Leipzig      | gl. Zeit       |
| 04. | Bernd Knispel    | SC DHfK Leipzig      | + 8:30 Minuten |
| 05. | Siegfried Huster | SC Karl-Marx-Stadt   | gl. Zeit       |
| 06. | Jürgen Exner     | ASK Vorwärts Leipzig | gl. Zeit       |
| 0 … |                  |                      |                |

## Weblink
- DDR-Meisterschaft im Straßenradsport in der Datenbank von Radsportseiten.com